# Шанхайский художественный музей

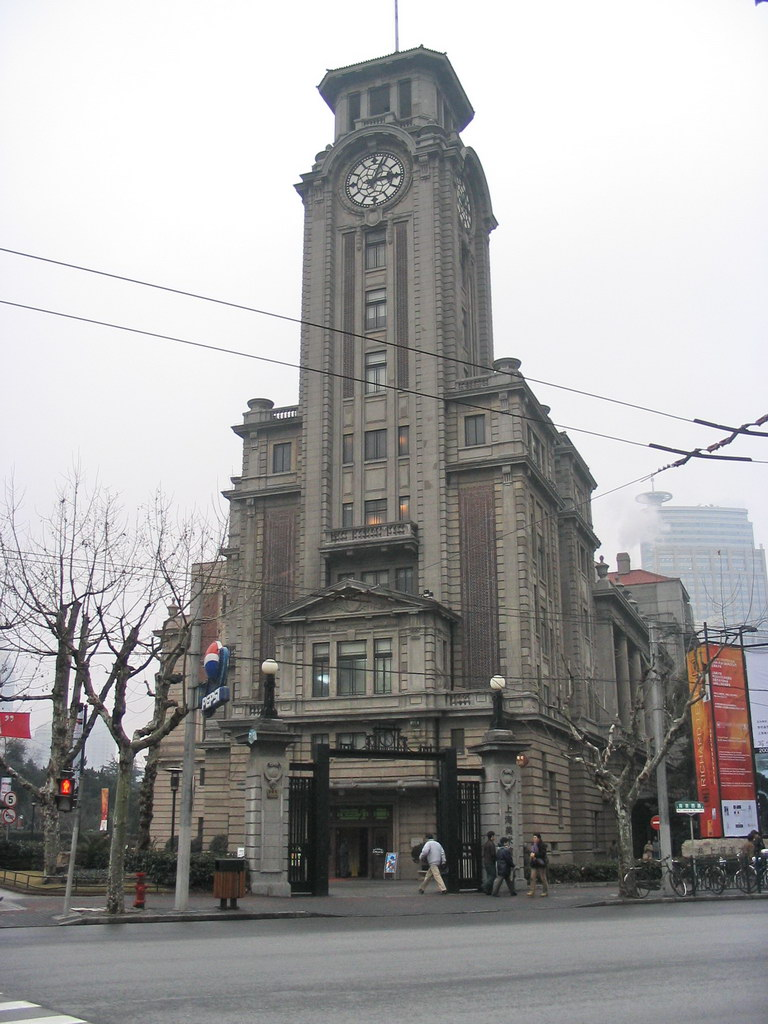
Вид на музей с улицы

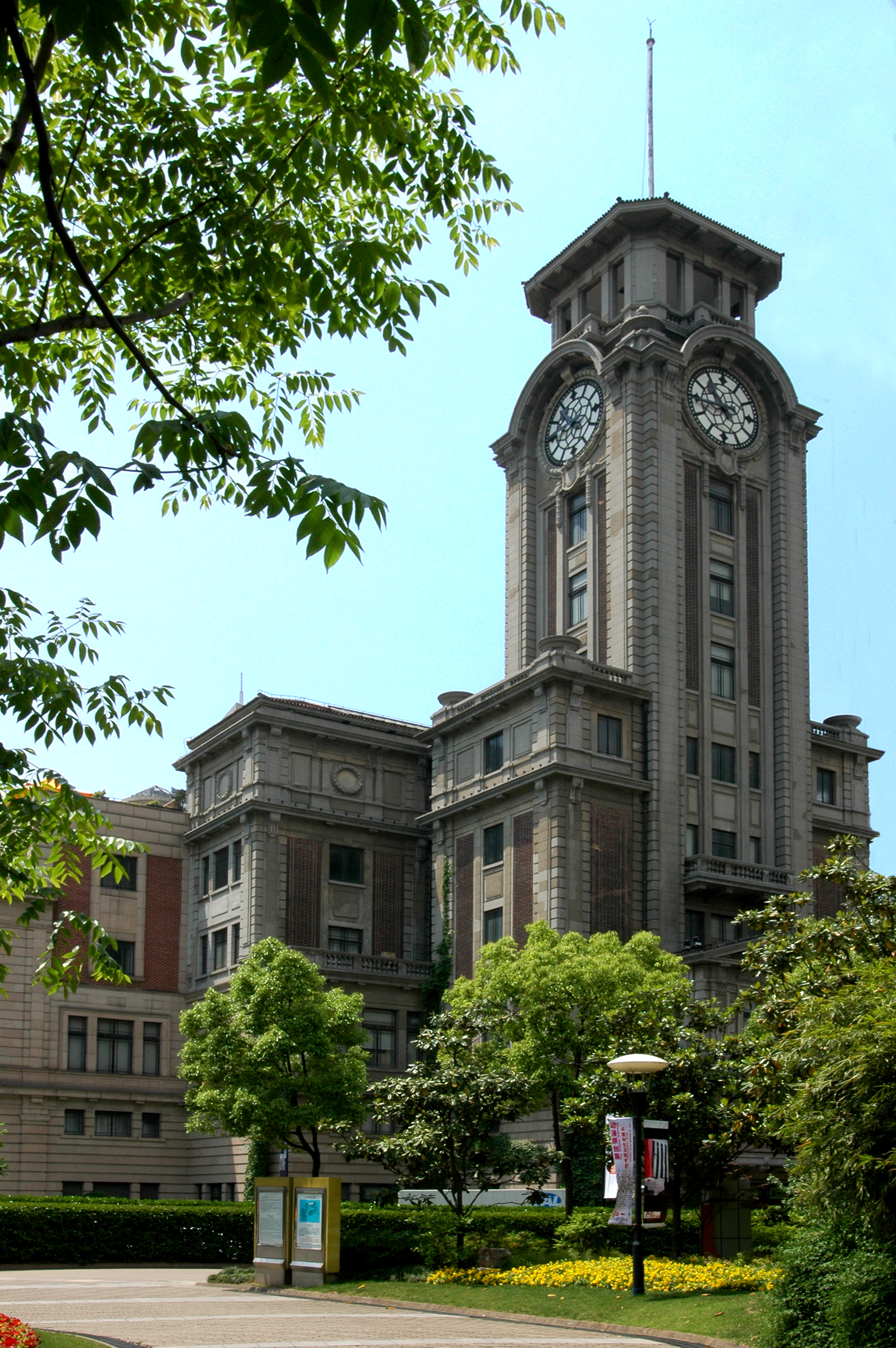
Часовая башня музея

Шанхайский художественный музей (кит. трад. 上海美術館, упр. 上海美术馆, пиньинь Shànghǎi měishù guǎn) — художественный музей и выставочная площадка в центре Шанхая в КНР. Историческое здание музея известно своей символической башней с часами, и выставками современного искусства, в том числе Шанхайской биеннале. Постоянная экспозиция посвящена в основном традиционному искусству Китая. Музей занимает 2 200 кв. м.
Музей расположен в здании бывшего Скакового клуба на краю Народной площади (ранее Шанхайского ипподрома) в районе Хуанпу по адресу дом 325 по улице Нанкинской. Над залами музея расположен известный в городе ресторан «Кэтлинс Файв» (Kathleen’s 5).

## История

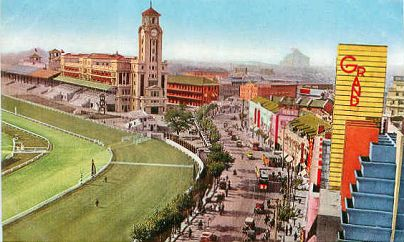
Вид Скакового клуба между 1933 и 1945 годом

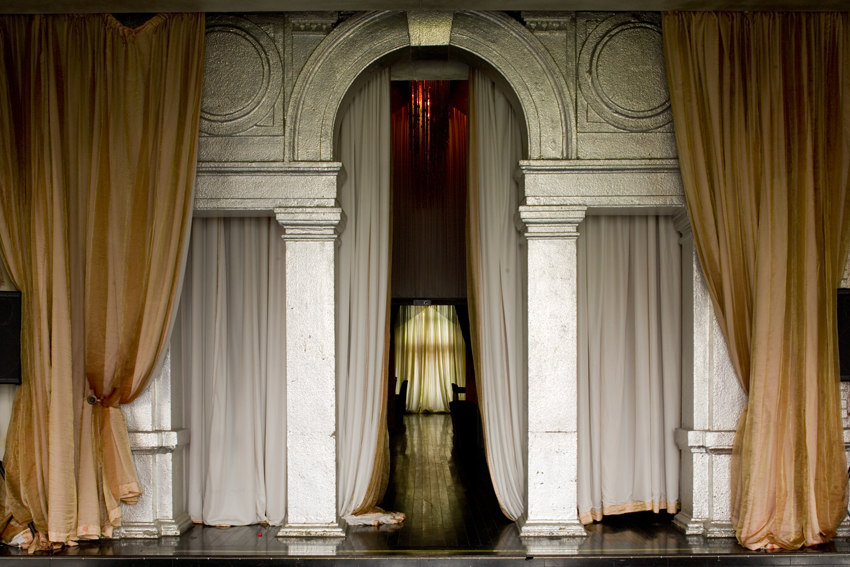
Интерьер ресторана Kathleen’s 5

Здание Скакового клуба было построено в 1933 году в стиле английского неоклассицизма. В это время скачки приносили городу третий по величине объем дохода. В 1937 году город заняли японцы, и здание было экспроприировано военными.
Начиная с 1940-х годов, под зданием и окрестностями была построена обширная сеть подземных тоннелей, существующая поныне. Так, тоннели соединяют музей и отель Марриотт на другой стороне улицы. В 1955 году здание было отреставрировано и на крыше была построена терраса, чтобы облегчить посетителям посещение часовой башни.
В 1952 году здание получила недавно организованная Шанхайская библиотека. В 1996 году было торжественно открыто её нынешнее высотное здание, и состоялось переоборудование помещения.
Шанхайский художественный музей был открыт в 1956 году. Здание Скакового клуба было передано музею только в 2000 году.
В 2005 году из-за подземных коммуникаций потребовался экстренный ремонт улицы позади музея, так как поставщики ресторана «Кэтлинс Файв» на грузовиках едва не обрушили улицу.
В 2006 году были отремонтированы часы. Их точный с 2006 года ход уничтожил популярное сравнение, согласно которому коррупция и беспорядок Шанхая воплощался в этих часах, ранее часто показывавших произвольное время.